# فولوديمير يافوريفسكي
فولوديمير يافوريفسكي (بالأوكرانية: Володимир Олександрович Яворівський؛ 11 أكتوبر 1942 - 17 أبريل 2021) شاعر وكاتب وصحفي وسياسي أوكراني.

## السيرة الشخصية
ولد في عام 1942 في منطقة كريجيبول في مقاطعة جوغاستر (اليوم جزء من فينيتسيا أوبلاست)، تخرج يافوريفسكي من جامعة ولاية أوديسا كمتخصص في «اللغة والأدب الأوكرانيين». عمل كمحرر في الإذاعة المحلية، ومراسل صحفي، وكاتب سيناريو على تلفزيون لفيف، ومستشارًا أدبيًا، ومراجعًا لاتحاد الكتاب في أوكرانيا كرئيس قسم ونائب تحرير لمجلة فيتشيزنا.
في أواخر الثمانينيات بدأ يافوريفسكي حياته السياسية النشطة. كان نائبا شعبيًا لآخر مجلس السوفيات الأعلى لاتحاد الجمهوريات الاشتراكية السوفياتية في 1989-1991 وأصبح أحد مؤسسي الحركة الشعبية في أوكرانيا.
شارك فولوديمير يافوريفسكي بنشاط في الدفاع عن حقوق ضحايا حادث تشيرنوبيل.
في البرلمان الأوكراني الرابع (2002-2006)، كان فولوديمير يافوريفسكي منتميًا إلى جزء أوكرانيا الأوكراني وفي الحفل الخامس والسادس من رادا إلى كتلة يوليا تيموشينكو. في الانتخابات البرلمانية لعام 2012 تم إعادة انتخابه لعضوية البرلمان عن طريق الفوز بدائرة انتخابية في كييف عن باتكيفشينا.
جمع يافوريفسكي الوظائف البرلمانية مع منصب رئيس اتحاد الكتاب الأوكرانيين عين في أكتوبر 2001.
في الانتخابات البرلمانية لعام 2014 حاول يافوريفسكي مرة أخرى الفوز بمقعد دائري في كييف عن باتكيفشينا، لكنه فشل هذه المرة بعد أن احتل المركز الرابع في دائرته الانتخابية بنسبة 13.72٪ من الأصوات. حصل الفائز من الدائرة الانتخابية بوريسلاف بيريزا على 29.44٪ من الأصوات.
توفي في 17 أبريل 2021 عن عمر يناهز 78 عامًا.